# Namutonia scabra
Namutonia scabra is een hooiwagen uit de familie Trionyxellidae.